# Anna Seiler

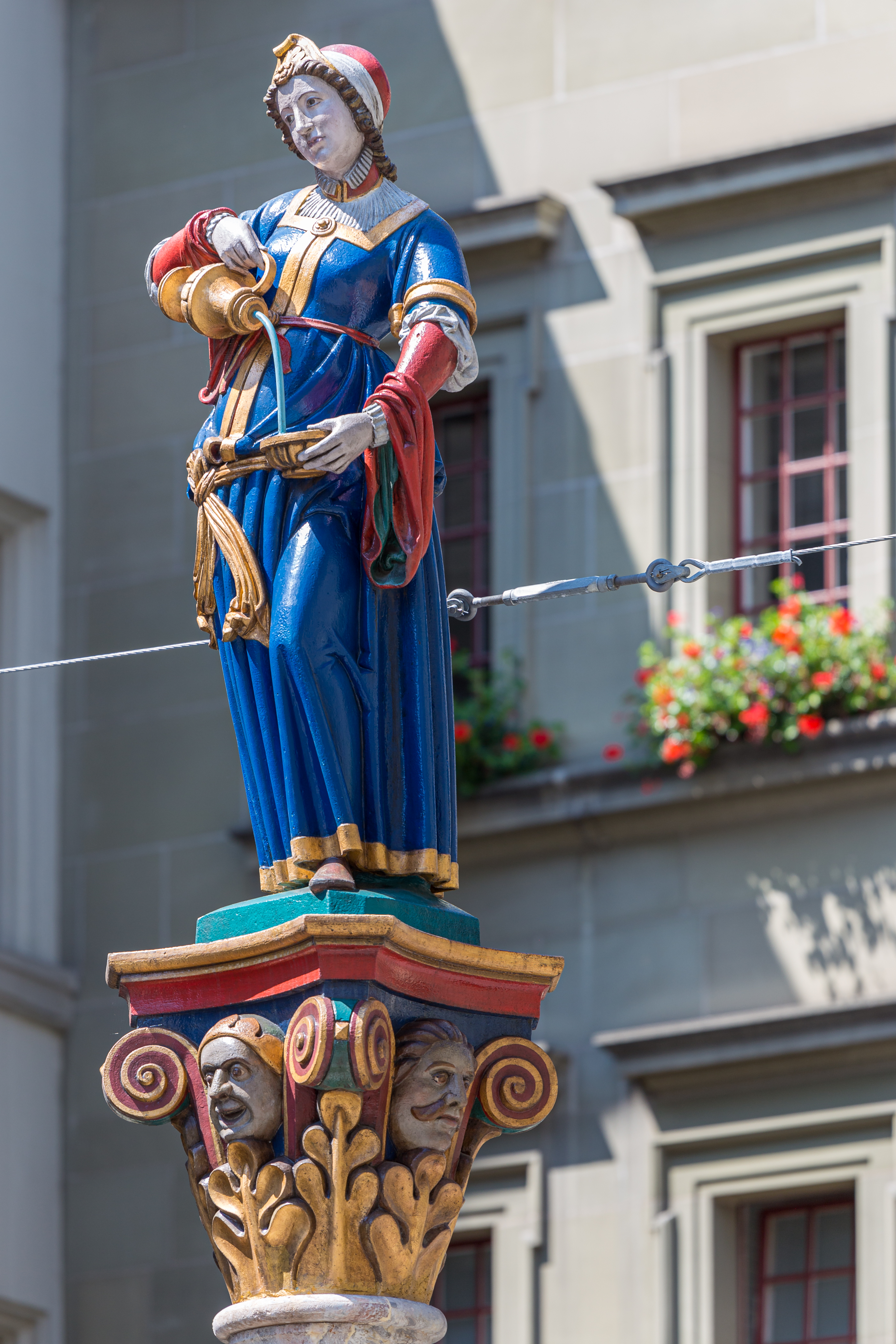
Die seit dem 19. Jahrhundert Anna Seiler zugeschriebene Figur des Anna-Seiler-Brunnens

Anna Seiler (erstmals erwähnt 1348 in Bern; † vor dem 14. August 1360 ebenda) war Bernburgerin und gilt als Stifterin des Inselspitals.

## Leben und Wirken
Erstmals erwähnt um 1348, war Anna Seiler Tochter des Berner Ratsherrn Peter Ab Berg und Witwe Heinrich Seilers, Spitalmeister zum Niedern Spital in Bern. Sie war mit den Nöten und Bedürfnissen der Kranken des spätmittelalterlichen Berns vertraut. Wenige Jahre nach der ersten Pestepidemie in Bern bestätigte Seiler mit ihrem Testament vom 29. November 1354 die Stiftung eines Spitals für dreizehn bedürftige bettlägerige Personen. Für die damalige Zeit innovativ ist die Bestimmung im Testament, wonach ein Pflegling entlassen werden soll, sobald er wieder so zu Kräften kommt, dass er der Spitalpflege nicht mehr bedarf. Denn im europäischen Mittelalter diente ein «Krankenhaus» meist auch als Armenhaus oder Unterkunft für Pilger.

## Nachleben
Die heutige Inselspital-Stiftung, Eigentümerin der Insel Gruppe AG, geht als gemeinnützige privatrechtliche Stiftung auf das Testament von Anna Seiler 1354 zurück, welches noch heute in den Reglementen mit dem Zweck der Erhaltung und Mehrung des von ihr gestifteten Vermögens fortgeschrieben wird.
Im Jubiläumsjahr des Inselspitals 1954 wurde eines der Spitalgebäude auf den Namen «Anna-Seiler-Haus» getauft. 2022 erhielt das neue Hauptgebäude des Inselspitals den Namen «Anna-Seiler-Haus». Das bisherige «Anna-Seiler-Haus» wurde umbenannt in «Wilhelm-Fabry-Haus».
Seit dem 19. Jahrhundert wird der Temperantia-Brunnen in der Marktgasse Anna-Seiler-Brunnen genannt.

## Denkmal
Eine Bronzeskulptur mit dem Titel «Die Sinnende» der Berner Bildhauerin Eleonore von Mülinen (1893–1967) steht seit 1975 im Garten hinter dem «Wilhelm-Fabry-Haus», das damals noch «Anna-Seiler-Haus» hiess. Die Ärztin Emma Moser schenkte dem Inselspital die Skulptur aus dem Nachlass von Eleonore von Mülinen zur Erinnerung an Anna Seiler. Das Denkmal wurde im November 1975 eingeweiht, wie es in der damaligen Personalzeitung Der Inselbote heisst. Die Inschrift auf dem Sockel lautet: «Der Stifterin des Inselspitals Anna Seiler 1354», und darunter: «In Dankbarkeit». In einer Rede an der Einweihung sagte die damalige Präsidentin des Berner Frauenbunds, Elisabeth Schmid-Frey, die Statue «möge den Dank an alle Frauen zum Ausdruck bringen, die im Inselspital ihre Ausbildung erfahren haben und seit Generationen im Dienste des kranken Mitmenschen stehen als Ärztinnen, Schwestern, Laborantinnen und als weitere hilfreiche Kräfte».

### Roman
- Therese Bichsel: Anna Seilerin – Stifterin des Inselspitals. Zytglogge Verlag, Bern 2020, ISBN 978-3-7296-5046-6.